# Lutych–Bastogne–Lutych 2016
102. ročník jednodenního cyklistického závodu Lutych–Bastogne–Lutych se konal 24. dubna 2016. Vítězem se stal Nizozemec Wout Poels z Teamu Sky. Na druhém a třetím místě se umístili Švýcar Michael Albasini (Orica–GreenEDGE) a Portugalec Rui Costa (Lampre–Merida).
Rozhodující počin v závodu přišel na posledním kategorizovaném stoupání na trase, Côte de la Rue Naniot, kde zaútočil Michel Albasini (Orica–GreenEDGE) společně s dalšími třemi jezdci. Tato skupina se utkala o vítězství v závěrečném sprintu, který vyhrál Wout Poels (Team Sky) před Albasinim a Ruiem Costou (Lampre–Merida).

## Týmy
Závodu se zúčastnilo celkem 25 týmů. Všech 18 UCI WorldTeamů bylo pozváno automaticky a muselo se zúčastnit závodu. Společně se sedmi UCI ProTeamy tak utvořili startovní peloton složený z 25 týmů.

### UCI WorldTeamy
- AG2R La Mondiale
- Astana
- BMC Racing Team
- Cannondale
- Team Dimension Data
- FDJ
- IAM Cycling
- LottoNL–Jumbo
- Lotto–Soudal
- Team Katusha
- Orica–GreenEDGE
- Lampre–Merida
- Movistar Team
- Etixx–Quick-Step
- Team Sky
- Tinkoff
- Team Giant–Alpecin
- Trek–Segafredo

### UCI ProTeamy
- Bora–Argon 18
- Cofidis
- Direct Énergie
- Fortuneo–Vital Concept
- Roompot–Oranje Peloton
- Topsport Vlaanderen–Baloise
- Wanty–Groupe Gobert

## Výsledky
| Pořadí | Jezdec                  | Tým                | Čas        |
| ------ | ----------------------- | ------------------ | ---------- |
| 1      | Wout Poels (NED)        | Team Sky           | 6h 24' 29" |
| 2      | Michael Albasini (SUI)  | Orica–GreenEDGE    | + 0"       |
| 3      | Rui Costa (POR)         | Lampre–Merida      | + 0"       |
| 4      | Samuel Sánchez (ESP)    | BMC Racing Team    | + 4"       |
| 5      | Ilnur Zakarin (RUS)     | Team Katusha       | + 9"       |
| 6      | Warren Barguil (FRA)    | Team Giant–Alpecin | + 11"      |
| 7      | Roman Kreuziger (CZE)   | Tinkoff            | + 12"      |
| 8      | Joaquim Rodríguez (ESP) | Team Katusha       | + 12"      |
| 9      | Bauke Mollema (NED)     | Trek–Segafredo     | + 12"      |
| 10     | Diego Rosa (ITA)        | Astana             | + 12"      |